# Trencadís
|  | Aquest article tracta sobre el mosaic. Vegeu-ne altres significats a «Dipòsit digital Trencadís». |

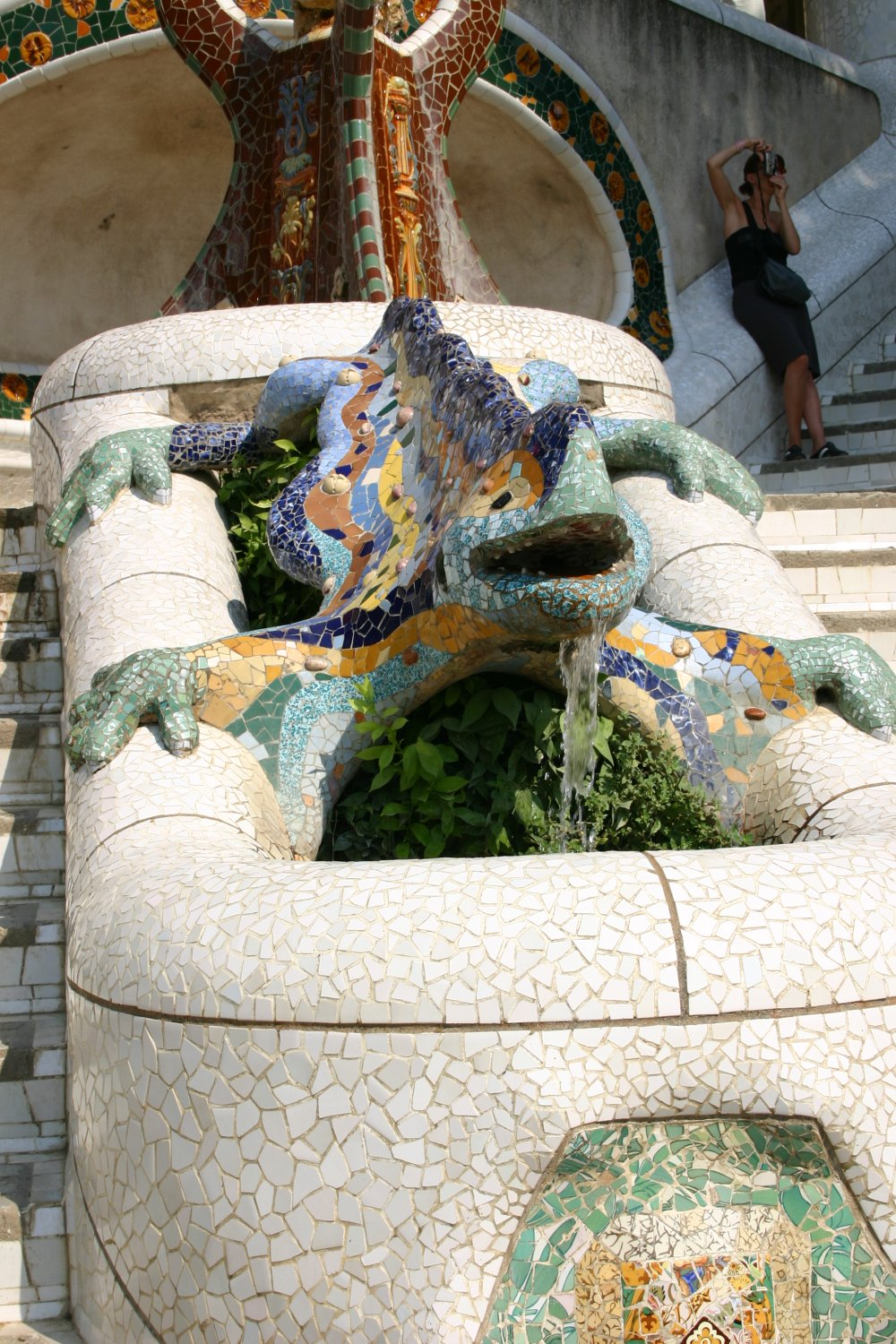
Drac de trencadís del Parc Güell

El trencadís és una mena de mosaic format per trossos irregulars de ceràmica, marbre o vidre, generalment de disseny abstracte, típic de l'arquitectura modernista.
Els arquitectes del modernisme van ser molt proclius en l'ús de les rajoles ceràmiques, però Antoni Gaudí va proposar uns sistemes fins aleshores inèdits. Josep Maria Jujol i Gibert va ser l'encarregat d'aplicar-les i qui li va donar la personalitat característica.
Utilitzava peces de rebuig de la fàbrica Pujol i Bausis, emplaçada a Esplugues de Llobregat, i també trossos de plats i tasses de cafè de pisa blanca d'altres manufactures d'Espanya. També va utilitzar rajoles de ceràmica i el mosaic amb la tècnica de l'opus tessellatum.
Per tal d'aconseguir cromatisme, es va decidir a utilitzar ceràmica esmaltada que ofereix colors vius i aprofita la superfície llisa i polida i alhora la superfície tridimensional de la seva arquitectura per causar el màxim efecte de brillantor a l'incidir-hi la llum.
La tècnica va ser utilitzada per primera vegada per al picador de l'entrada de la finca Güell de l'avinguda de Pedralbes on l'arquitectura sinuosa convertí en necessitat trencar rajoles on no n'hi podia haver de senceres.
En trossejar les rajoles que ja tenien la seva pròpia decoració i fer una nova composició sense res a veure amb els dibuixos de les peces senceres i que a més a més barreja amb fragments de diferents peces, s'aconsegueix efectes visuals peculiars i distintius de la tècnica.